# Hosejn Amírabdolláhján
Hosejn Amírabdolláhján (persky حسین امیرعبداللهیان‎; 23. dubna 1964, Dámghán, Írán – 19. května 2024, Uzi, Východní Ázerbájdžán, Írán) byl íránský politik, od roku 2021 do své smrti ministr zahraničních věcí Íránu. Spolu s tehdejším prezidentem Ebráhímem Raísím a dalšími 6 lidmi na palubě zemřel tragicky při pádu vrtulníku poblíž města Varzakan.